# EJ Manuel
Erik Rodriguez "EJ" Manuel Jr. (nascido em 19 de Março de 1990) é um jogador quarterback de futebol americano do Oakland Raiders, que joga na National Football League (NFL). Ele foi convocado pelos Buffalo Bills na primeira rodada do Draft de 2013.
Manuel nasceu em Virginia Beach, na Virgínia. Estudou na Escola Bayside em Virginia Beach, onde jogou para o Bayside Marlins. Seu pai, Erik, foi amigo de infância de Bruce Smith. Em 2004, como calouro, ele fez passe para 589 jardas e sete touchdowns, também correu para 219 jardas e um touchdown. Como um estudante de segundo ano, ele gravou 1.332 jardas e oito touchdowns bem como 276 jardas terrestres e seis touchdowns. Como júnior, Manuel alcançou 1.973 jardas e 15 touchdowns, enquanto que jardas terrestres foram 345 e cinco touchdowns. Em 2007, como junior, Manuel passado para 1.859 jardas, 18 touchdowns além de 541 jardas terrestres. Ele foi considerado um jogador cinco estrelas recrutado por Scout, um quatro estrelas recrutado pelos Rivais, e ambos os sites, bem como Sports Illustrated, listaram ele como o segundo melhor quarterback.

## Carreira profissional
O analista de NFL Bucky Brooks projetou ele como um top five do quarterback em 2013, comparado a Josh Freeman. Enquanto Manuel possui características físicas blue-chip, trabalho ético e de qualidades de liderança necessárias para ser bem-sucedido na NFL, ele foi criticado por um jogo pouco consistente, durante algumas vezes em sua carreira universitária.

### Estatísticas da carreira
| Passes | Passes | Passes | Passes     | Passes | Passes | Passes | Passes        | Correndo | Correndo | Correndo | Correndo |
| Ano    | Comp   | Att    | Estaleiros | Pct.   | TDs    | Int    | Classificação | Att      | M        | Avg      | TD       |
| ------ | ------ | ------ | ---------- | ------ | ------ | ------ | ------------- | -------- | -------- | -------- | -------- |
| 2009   | 69     | 106    | 817        | 65.1   | 2      | 6      | 124.7         | 44       | 196      | 4.5      | 2        |
| 2010   | 65     | 93     | 861        | 69.9   | 4      | 4      | 153.3         | 41       | 170      | 4.1      | 1        |
| 2011   | 203    | 311    | 2,666      | 65.3   | 18     | 8      | 151.2         | 110      | 151      | 1.4      | 4        |
| 2012   | 263    | 387    | 3,392      | 68.0   | 23     | 10     | 156.0         | 103      | 310      | 3.0      | 4        |
| Total  | 600    | 897    | 7,736      | 66.9   | 47     | 28     | 150.4         | 298      | 827      | 2.8      | 11       |

### Buffalo Bills (2013–presente)
Manuel foi a 16º escolha geral no Draft de 2013 pelo Buffalo Bills. Manuel foi o único quarterback tomado na primeira rodada do draft, um projecto que foi visto como especialmente fino no quarterback (Bills que originalmente o escolheram em oitavo, tinham uma grande necessidade de um quarterback); Manuel foi escolhido antes do mais alto perfil de quarterbacks, tais como Matt Barkley e Geno Smith, bem como Ryan Nassib.

#### Temporada 2013

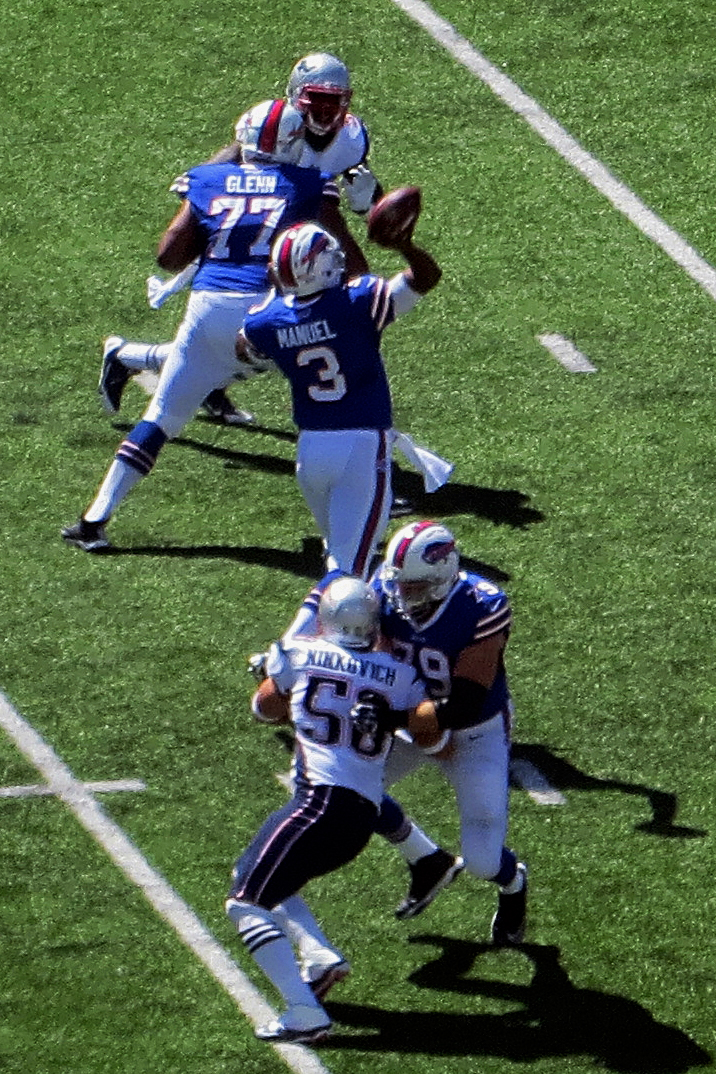
Manuel durante a época de 2013

Em 14 de junho de 2013, Manuel assinou um contrato de quatro anos com o Buffalo Bills. O negócio envolveu um total de USS$8,88 milhões, incluindo um bónus de assinatura de US$4.85 milhões uniformemente espaçadas por ano (US$1,2 milhões) nos próximos quatro anos. O seu salário em 2013 foi de US$1,6 milhões, de US$2,0 milhões em 2014, US$2,4 milhões em 2015 e de US$2,8 milhões em 2016.

#### Estatísticas de carreira na NFL
| Year    | Team    | Passing | Passing | Passing | Passing | Passing | Passing | Passing | Passing | Passing | Passing | Rushing | Rushing | Rushing | Rushing |
| Year    | Team    | GP      | GS      | W       | L       | Comp    | Att     | Yds     | TD      | Int     | Rate    | Att     | Yds     | Avg     | TD      |
| ------- | ------- | ------- | ------- | ------- | ------- | ------- | ------- | ------- | ------- | ------- | ------- | ------- | ------- | ------- | ------- |
| 2013    | Buffalo | 10      | 10      | 4       | 6       | 180     | 306     | 1,972   | 11      | 9       | 77.7    | 53      | 186     | 3.5     | 2       |
| 2014    | Buffalo | 5       | 4       | 2       | 2       | 76      | 131     | 838     | 5       | 3       | 80.3    | 16      | 52      | 3.3     | 1       |
| 2015    | Buffalo | 7       | 2       | 0       | 2       | 52      | 84      | 561     | 3       | 3       | 78.5    | 15      | 59      | 3.9     | 1       |
| 2016    | Buffalo | 6       | 1       | 0       | 1       | 11      | 26      | 131     | 0       | 0       | 58.3    | 8       | 22      | 2.8     | 0       |
| Total   | 28      | 17      | 6       | 11      | 319     | 547     | 3,502   | 19      | 15      | 77.5    | 94      | 324     | 3.4     | 4       |         |
| Source: |         |         |         |         |         |         |         |         |         |         |         |         |         |         |         |